# Військовий квиток

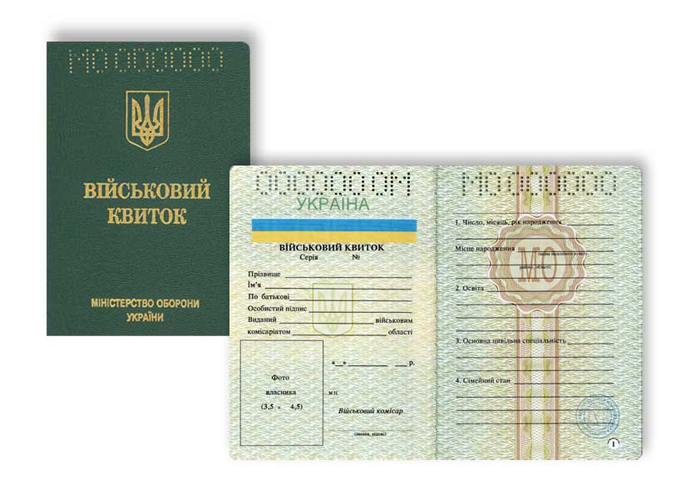
Військовий квиток Міністерства оборони України

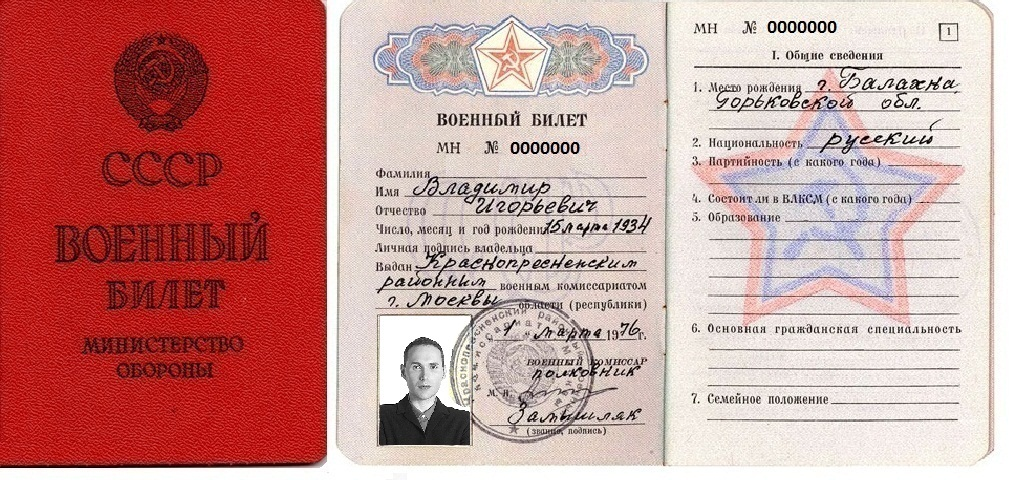
Військовий квиток Міністерства оборони СРСР. 1976

Військо́вий квито́к — документ, який видається територіальним центром комплектування та соціальної підтримки громадянам при призові на дійсну військову службу або при зарахуванні в запас. Військовий квиток є безстроковим документом що засвідчує особу солдата, матроса, сержанта, старшини, що перебуває на дійсній військовій службі. В ньому також вказується належність до військової служби громадян, що перебувають у запасі. Офіцерам і генералам що перебувають на дійсній військовій службі, видається посвідчення офіцера.
Законодавство передбачає два види військових квитків:
- Військовий квиток рядового, сержантського і старшинського складу — документ, що визначає належність його власника до військової служби, служби в запасі та військового обов'язку.
- Військовий квиток офіцера запасу — документ, що визначає належність його власника до офіцерського складу та військового обов'язку.